# Макаронезия
Макароне́зия (исп. Macaronesia, порт. Macaronésia) — общее название для нескольких архипелагов, расположенных в северной части Атлантического океана вблизи побережья континентов Европы и Африки. Каждый архипелаг состоит из ряда островов Атлантического океана, образованных подводными горами на дне океана с вершинами над поверхностью океана. Макаронезийские острова принадлежат трём странам: Португалии, Испании и Кабо-Верде. С политической точки зрения острова, принадлежащие Португалии и Испании, являются частью Европейского союза. В геологическом отношении Макаронезия является частью Африканской плиты, включая Азорские острова, которые отмечают её край в месте пересечения с Евразийской и Северо-Американской плитами.
Европейский союз считает, что три европейских архипелага (не включая Кабо-Верде) соответствуют уникальному биогеографическому региону, называемому Макаронезийским регионом.

## Этимология
Название происходит от греческих слов, обозначающих «блаженные острова» (греч. Μακάρων Νῆσοι, makárōn nêsoi), термина, использовавшегося древнегреческими географами для обозначения островов к западу от Гибралтарского пролива. Макаронезия иногда неправильно пишется как «Макронезия» по ложной аналогии с Микронезией, несвязанным тихоокеанским архипелагом.

## Архипелаги
Макаронезия состоит из пяти основных архипелагов. С севера на юг это:
- Азорские острова (автономный район Португалии)
- Острова Мадейра (автономный район Португалии)
- Острова Селваженш (Португалия, административно — часть Мадейры)
- Канарские острова (автономное сообщество Испании)
- Острова Зелёного Мыса (Кабо-Верде)

## География и геология
Острова Макаронезии имеют вулканическое происхождение и считаются продуктом нескольких геологических горячих точек.
Климат Макаронезийских островов варьируется от умеренного морского, средиземноморского и субтропического на Азорских островах и Мадейре, средиземноморского и субтропического на некоторых Канарских островах до засушливого на некоторых геологически более старых островах Канарских островов (Лансароте, Фуэртевентура), некоторых островах архипелага Мадейра (Селваженш и Порту-Санту) и Кабо-Верде (Сал, Боа-Виста и Майо) и даже тропического на более молодых островах обоих южных архипелагов (Санту-Антан, Сантьягу и Фогу в Кабо-Верде). В некоторых случаях возможны вариации из-за эффекта дождевой тени. Леса лаурисильва в Макаронезии — это тип горных облачных лесов с реликтовыми видами растительности, которые первоначально покрывали большую часть Средиземноморского бассейна, когда климат этого региона был более влажным. Эти виды эволюционировали, чтобы приспособиться к условиям островов, и многие из них являются эндемиками.
Острова имеют уникальную биогеографию и являются домом для нескольких различных растительных и животных сообществ. Род пауков-скакунов Macaroeris назван в честь Макаронезии. Ни один из Макаронезийских островов не был частью континента, поэтому местные растения и животные достигали островов путем распространения на большие расстояния. Лавровые леса, называемые лаурисильва, когда-то покрывали большую часть Азорских островов, Мадейры и некоторых частей Канарских островов на высоте от 400 до 1200 м (восточные Канарские острова и Кабо-Верде были слишком засушливыми). Эти леса напоминают древние леса, которые покрывали Средиземноморский бассейн и северо-западную Африку до похолодания и высыхания ледниковых периодов. Деревья родов Apollonias, Clethra, Dracaena, Ocotea, Persea и Picconia, которые встречаются в лавровых лесах Макаронезии, также известны из ископаемых свидетельств о том, что они обитали вокруг Средиземноморья до ледниковых периодов.

## Вопросы сохранения природы
Вырубка леса на древесину и дрова, расчистка растительности для выпаса скота и ведения сельского хозяйства, а также интродукция чужеродных растений и животных людьми вытеснили большую часть первоначальной местной растительности. Среда обитания лаурисильвы уменьшилась до небольших разрозненных карманов. В результате многие эндемичные виды биоты островов в настоящее время находятся под серьёзной угрозой исчезновения или вымерли. Чужеродные хищники, в частности домашние и одичавшие кошки, в настоящее время представляют собой одну из самых серьёзных угроз для эндемичной фауны. Несмотря на то, что кошки охотятся в основном на интродуцированных млекопитающих, таких как грызуны и кролики, это кормление поддерживает большую популяцию кошек (считается, что это процесс гиперхищения) и оказывает дальнейшее влияние на эндемичных рептилий и птиц.
В европейской части Макаронезии (Азорские острова, Мадейра и Канарские острова) усилия по сохранению включают большие территории, охраняемые правилами Европейского союза Natura 2000, начиная с 2001 года. В целом, на этих трёх архипелагах охраняемая территория составляет 5000 км² суши и моря.

## Внешние ссылки
- European Union: Report on biodiversity in Macaronesia
- Review on cats' diet on Macaronesian islands